# 3D Tetris
3D Tetris är ett pusselspel för Virtual Boy. Spelet lanserades år 1996 i USA av Nintendo och utvecklades av T&E Soft. Spelet är en tredimensionell variant på spelet Tetris.
Spelet var planerat att släppas i Japan under namnet Polygo Block men utvecklingen av spelet lades ned på grund av det låga intresset för Virtual Boy. 3D Tetris var det sista spelet som släpptes till Virtual Boy.

## Gameplay
Spelet var en tredimensionell variant av Tetris där spelaren kunde flytta blocken både vertikalt och horisontellt samt rotera blocken i alla fyra riktningarna. Spelaren såg spelplanen ovanifrån och Virtual Boys dubbla skärmar skapade en känsla av att blocken föll ifrån spelaren samtidigt som spelaren kan se vart blocken är på väg.